# 1年B組新八先生
『1年B組新八先生』（いちねんビーぐみしんぱちせんせい）は、TBS系列で1980年4月4日から9月26日まで毎週金曜日20:00 - 20:55（JST）に放送された学園ドラマ。主演は岸田智史。
『桜中学シリーズ』の2作目にあたる。『3年B組金八先生』の姉妹編として全24話が放送された。

## 概要
足立区立桜中学校に赴任してきた新任教師・新田八郎太（しんでん はちろうた）が担任する1年B組の生徒達との交流や、様々な悩みなどを解決していく姿を描く。

## その他
- 『3年B組金八先生』の第一・第二シリーズ間の繋ぎ番組、同一校内でのスピンオフ的番組として制作された。

- 1話目に、後番組でもある『金八』第二シリーズの学級委員役の女子生徒が登場したり、「この中学校には坂本金八先生という立派な先生がいらっしゃる」などというセリフが登場。他にも野球部の部室に、金八第一シリーズの生徒の名が落書きされている。

- 翌年度に放送された『2年B組仙八先生』 さらにその後番組である『3年B組貫八先生』とは、舞台・設定の一部を共有。放送時期と順序などから昭和42年度生まれの同学年となるが、辻褄の合わない部分も多い。また、『2年B組仙八先生』には、別クラスの生徒として、本番組の生徒数人が同じ役名で登場している。

- 岸田と遥は、番組宣伝を兼ねて『金八』第一シリーズ最終話にゲスト出演している。

- 岸田も京都教育大学出身で教員免許所持者である。

- 元々柳井は岸田に『金八』役をオファーしていたが、コンサートのスケジュールでドラマ収録の時間が取れなかったため、代役として事務所が提案したのが武田鉄矢であった。[1]

- 編集時間及び放送時間の関係で次回予告を省略することが多かった。

- 1980年代中頃まで地上波での再放送が頻繁に行われており、2000年代以降では、2009年にスカパー!で放送された。2012年現在、映像ソフト化はなされていない。

## キャスト

### 教職員
| 氏名 教科           | 演者 他作品         | 備考 |
| ------------------- | ------------------- | --- |
| 新田八郎太 （英語） | 岸田智史 (金音)     | 1年B組担任。昭和32年頃生まれ。出身地は岡山県。 |
| 篠原久美子 （理科） | 遥くらら            | 1年B組副担任、産休代理の講師。 生徒から慕われていたが、9月に任期満了で去ってゆく。 |
| 君塚美弥子 （校長） | 赤木春恵 （金仙貫） | 良き管理職、アドバイザーとなる。 |
| 野村 （教頭）       | 早崎文司 （金仙貫） | 何かと小言が多い。 |
| 河島善行 （国語）   | 河原崎長一郎 （仙） | 1年A組担任、学年主任。短気な性格を理由に「ジャイアン」 というあだ名をつけられるが、根は悪人ではない。 |
| 平野玲子 （数学）   | 佐藤オリエ （仙）   | 1年C組担任。1Bの生徒に悩まされる事も多いが、物分かりは良い方。 |
| 田中洋介 （美術）   | 斎藤洋介 （仙）     | 1年D組担任。容姿にコンプレックスを抱いた事から引きこもり歴があるが、 物分かりの良い性格で1Bの生徒とも何かと交流を持つ。早稲田大学卒。 隠し芸でヒゲダンスの、いかりや長介役を生徒から指名されたことがある。 |
| 服部肇 （社会）     | 上條恒彦 （金）     | 野球部顧問 |
| 天路里美 （養護）   | 倍賞美津子 （金）   | 5話のみ登場。 |
| 田村 （理科）       | 前沢保美            | 4月から半年間、産休に入っていた。9月下旬に復帰する。22話のみ登場。 |
| 川村 （用務主任）   | 三木弘子 （金仙）   | |

### 生徒
| 役名       | 演者 他作品            | 備考 |
| ---------- | ---------------------- | --- |
| 安立浩     | 山本祥晴               | |
| 石崎洋一   | 大本隆史               | |
| 上坂順     | 谷田憲彦               | |
| 小田康平   | 斉藤康彦(音)           | |
| 神崎力     | 中野健                 | 小柄な事を気にしており、周囲とトラブルを起こしたり、 話し掛けて来た矢沢を邪険に扱ってしまったことがある。仙2-A                                     |
| 木村健太   | 杉山智博               | |
| 佐古光     | 岩田光央               | |
| 島田勝彦   | 藤本正則〔現・見栄晴〕 | 野球部に入っている。 |
| 田上三郎   | 難波克弘               | 優等生タイプ。私立中学校を不合格になっている。入学式で新入生代表の挨拶をした。仙で生徒会長に当選。                                                 |
| 永井真     | 岩永一陽               | |
| 西沢始     | 南沢一朗               | |
| 松井昭     | 松永大                 | |
| 南政寿     | 熊谷誠二               | |
| 宗方丈二   | 守尾和雄               | |
| 山口輝隆   | 石井亨                 | |
| 山本文夫   | 石井勇                 | 不登校だったが、途中から登校するようになる。長距離トラックのドライバーをしている父と二人暮らしだが、一人の時間が長く悪い仲間と付き合う事もあった。 |
| 和田克弘   | 内田慎一               | |
| 青木広美   | 鈴木陽子               | |
| 五十嵐真理 | 伊藤由美               | |
| 牛島陽子   | 牛山蕗子               | |
| 大森政美   | 高橋悦子               | |
| 岡純子     | 川井朝霧               | 佐古を子分扱いする。 父は通産省職員で、海外転勤の話が持ち上がるが立ち消えになり、悩んだ事も。                                                      |
| 蔵原あかね | 文蔵あかね             | 父が家を出る形で両親が離婚。母は旧姓の吉田に改姓 父の後妻と異母妹の存在にショックを受け、自殺を思わせる行動に出る。                                |
| 島崎いずみ | 照川まなみ             | |
| 千葉正代   | 服部真理               | |
| 辻あり子   | 林優枝(仙)             | 仙2-Aに在籍。 |
| 津田右子   | 藤田充香(仙)           | 仙2-Aに在籍。 |
| 手塚直子   | 岩川繁美               | 夏休みに、大人びた服装で出かけるが、ぼったくりバーの被害に遭ってしまう。                                                                           |
| 戸田伊都子 | 生田雅子               | 男性制服を着用したり、野球部入部を希望する等、周囲を驚かせるが、最終的に女子として行動する様になる。 現在でいう性同一性障害                        |
| 中里久枝   | 飯田仁美               | |
| 西本知佐子 | 牛原千恵               | |
| 根本千枝子 | 高橋亜美               | 1話のみ |
| 橋田美紀   | 棚橋久美               | |
| 矢沢あけみ | 高橋久美江             | 母・敏江(市川夏江)から2歳年上の姉・晴美(根本里生子)と差別され、虐待を受けており、自殺を仄めかす発言をしてしまう 家は美容院。                       |

- 他作品欄の金は金八、仙は仙八、貫は貫八、音は桜中学大音楽会で楽興披露での出演を示す

### 座席表
|      |      | 石崎   | 青木 | 安立 |
| 島田 | 木村 | 永井   | 小田 | 南   |
| 大森 | 戸田 | 島崎   | 矢沢 | 岡   |
| 西沢 | 山口 | 山本   | 宗方 | 佐古 |
| 蔵原 | 手塚 | 西本   | 津田 | 橋田 |
| 上坂 | 田上 | 和田   | 神崎 | 松井 |
| 千葉 | 中里 | 五十嵐 | 辻   | 牛島 |
| 教卓 |      |        |      |      |

※第1話のみ席割が多少異なる。

### その他
- 下宿の主人・西藤秀吉 - 坂上二郎

スポーツ用品店を経営し、桜中学校にも頻繁に出入りをしている。息子を亡くしてからは一人暮らし。
- 大森 - 鈴木正幸

桜中学校周辺を巡回する警察官。金八同様、新八を何かと目の敵にしている。

## スタッフ
- 主題歌  - 岸田智史「重いつばさ」
- 挿入歌  - 遥くらら「だれかさん」「にじの歌」
- プロデューサー - 柳井満
- 制作 - TBSテレビ

## 放送日程
| 各回   | 放送日  | サブタイトル             | 脚本     | 演出       |
| ------ | ------- | ------------------------ | -------- | ---------- |
| 第1回  | 4月4日  | シンパチ先生初授業       | 重森孝子 | 佐藤虔一   |
| 第2回  | 4月11日 | 学ランの反乱             | 重森孝子 | 高畠豊     |
| 第3回  | 4月18日 | 登校拒否を直す法         | 重森孝子 | 竹之下寛次 |
| 第4回  | 4月25日 | キスの味は何の味？       | 重森孝子 | 佐藤虔一   |
| 第5回  | 5月2日  | 新入生初身体検査         | 重森孝子 | 柳井満     |
| 第6回  | 5月9日  | 学級委員選挙騒動         | 岡本克己 | 高畠豊     |
| 第7回  | 5月16日 | 新八、生徒と一騎打       | 重森孝子 | 竹之下寛次 |
| 第8回  | 5月30日 | B組全員集合！その1       | 重森孝子 | 生野慈朗   |
| 第9回  | 6月6日  | B組全員集合！その2       | 重森孝子 | 生野慈朗   |
| 第10回 | 6月13日 | 勉強に追いつく法         | 重森孝子 | 佐藤虔一   |
| 第11回 | 6月20日 | 集団手紙中毒?!           | 重森孝子 | 竹之下寛次 |
| 第12回 | 6月27日 | 男子・女子の対決（前編） | 岡本克己 | 高畠豊     |
| 第13回 | 7月4日  | 男子・女子の対決（後編） | 岡本克己 | 高畠豊     |
| 第14回 | 7月11日 | 転校は嫌だ!!             | 重森孝子 | 生野慈朗   |
| 第15回 | 7月18日 | 通知表の季節             | 重森孝子 | 佐藤虔一   |
| 第16回 | 8月1日  | B組連絡網発信！          | 重森孝子 | 竹之下寛次 |
| 第17回 | 8月8日  | 新八兄貴大行進！         | 重森孝子 | 高畠豊     |
| 第18回 | 8月15日 | 傷だらけのお説教         | 岡本克己 | 佐藤虔一   |
| 第19回 | 8月22日 | 夏休み原始体験 その1     | 重森孝子 | 生野慈朗   |
| 第20回 | 8月29日 | 夏休み原始体験 その2     | 重森孝子 | 生野慈朗   |
| 第21回 | 9月5日  | 新学期、あせっちゃう     | 岡本克己 | 竹之下寛次 |
| 第22回 | 9月12日 | 三十三人の自画像         | 重森孝子 | 生野慈朗   |
| 第23回 | 9月19日 | B組、仲人作戦            | 重森孝子 | 佐藤虔一   |
| 最終回 | 9月26日 | さよなら新八先生         | 重森孝子 | 佐藤虔一   |

## オンエアした放送局
- TBS系列局
  - 『3年B組金八先生』第1シリーズ同様、『太陽にほえろ!』を同時ネットしたJNN局が多かったせいか、同時ネットの系列局は少ない。
  - 福島テレビでは『花の金曜ゴールデンスタジオ』（後に『ハナキンスタジオ』に改題）をフジテレビからネット受けしていたため、リアルタイムでネットされず、1982年に土曜夜の『うすい土曜劇場』枠で放送された。